# Sinthusa margala
Sinthusa margala är en fjärilsart som beskrevs av Hans Fruhstorfer 1912. Sinthusa margala ingår i släktet Sinthusa och familjen juvelvingar. Inga underarter finns listade i Catalogue of Life.